# Henri Grégoire

Abbé Grégoire

Henri Baptiste Grégoire, bekend als abbé Grégoire (Vého, 4 december 1750 – Parijs, 20 mei 1831) was een Frans katholiek geestelijke en politicus, een van de meest vooraanstaande figuren van de Franse Revolutie. Hij was een verdediger van de rechten van religieuze minderheden en ijverde voor de afschaffing van de slavernij maar raakte ook bekend als tegenstander van het gebruik van dialecten en minderheidstalen in Frankrijk.

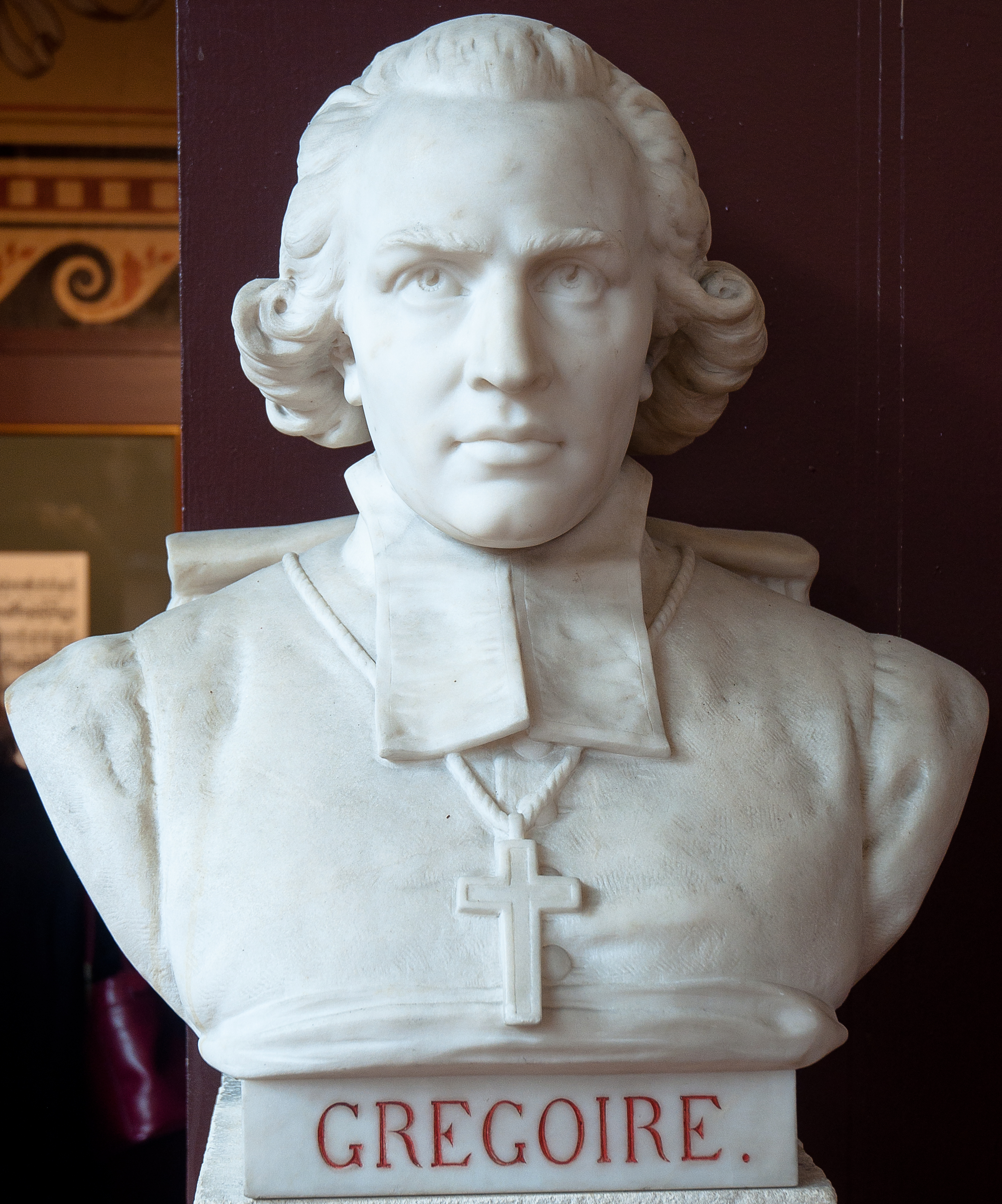
Bust van Grégoire - Salle du serment du jeu de paume - Versailles

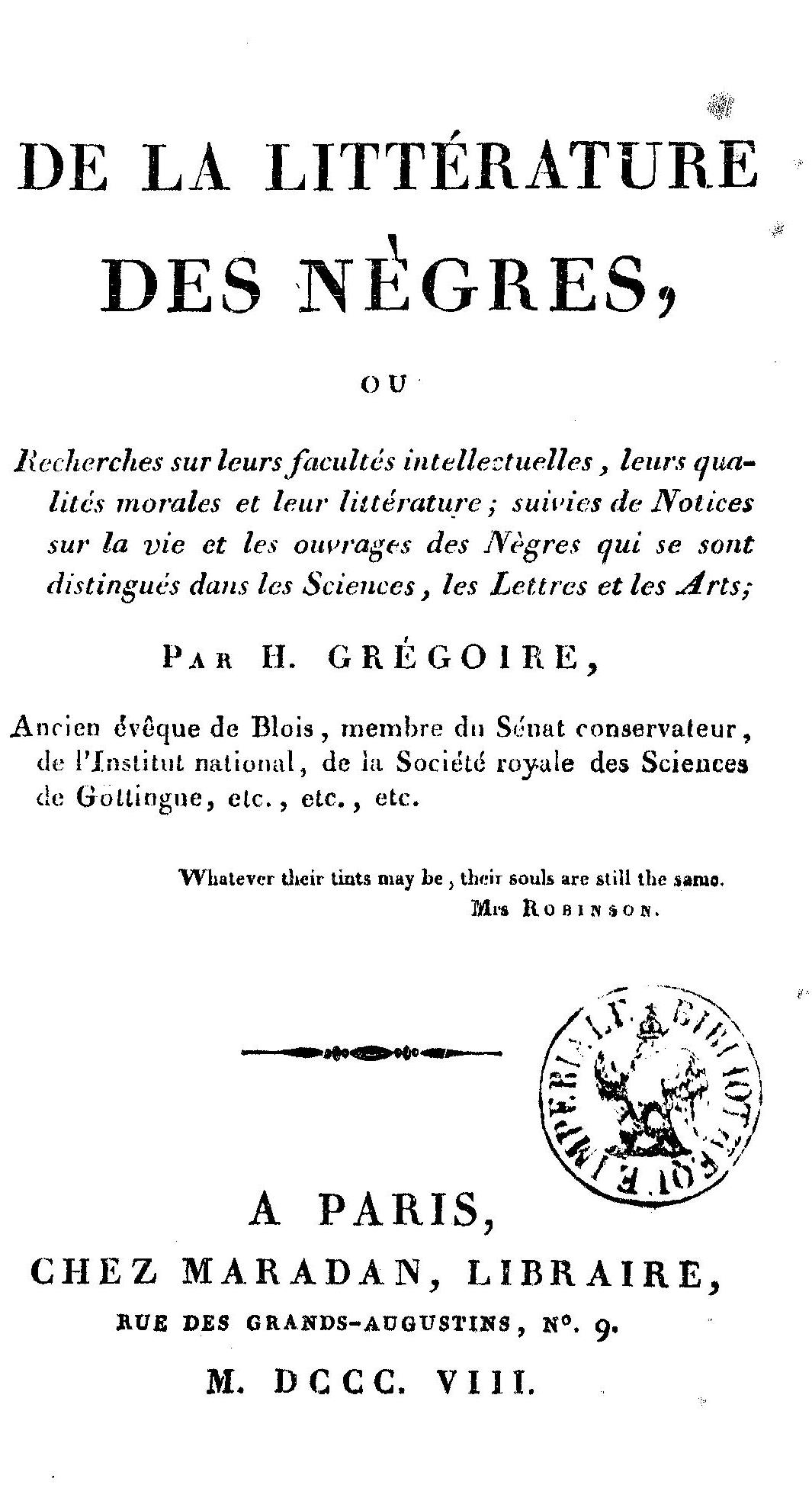
Titelpagina van De la littérature des nègres van Abbé Grégoire uit 1808

## De verlichte dorpspastoor
Grégoire werd geboren te Vého in Lotharingen als zoon van een landbouwer. Hij kreeg een opleiding aan het Jezuïetencollege van Nancy en werd pastoor van Emberménil, een dorp vlak bij zijn geboorteplaats.
Intussen raakte hij gewonnen voor de verlichte ideeën van Voltaire en Rousseau, hoewel hij tegelijk een overtuigd christen bleef. Als actief voorstander van religieuze verdraagzaamheid schreef hij een Essai sur la régénération physique, morale et politique des juifs, waarin hij pleitte voor gelijkberechtiging van de joden. Het essai leverde hem in 1788 een prijs van de Société Royale de Metz op en bezorgde hem een zekere bekendheid.

## Lid van de Constituante
In 1789 kozen de Lotharingse priesters hem tot hun afgevaardigde in de Franse Staten-Generaal. Het was onder zijn invloed dat de lagere geestelijkheid zich verbond met de derde stand om de Staten-Generaal om te vormen tot een Nationale Grondwetgevende Vergadering (Constituante). 
In de Constituante, waar hij tot de linkervleugel werd gerekend, kwam Grégoire op voor de rechten van de joden en de kleurlingen. In januari 1790 werd hij voorzitter van de invloedrijke Société des amis des Noirs. Voorstellen tot afschaffing van de slavernij botsten nog op veel verzet, maar het was op voorstel van Grégoire in mei 1791 dat de Constituante gelijke politieke rechten schonk aan vrijgeboren kleurlingen in de Franse kolonies.
Abbé Grégoire was in de Constituante een van de hoofdopstellers van de Constitution civile du clergé, die de kerk een democratisch karakter moest geven, met verkozen bisschoppen en pastoors, hoewel hij zich tevergeefs kantte tegen de afschaffing van de kloosterorden. Op 27 december 1790 was hij de eerste priester die de eed onder de nieuwe kerkelijke inrichting aflegde. 
In februari 1790 werd hij door twee departementen, Eure-et-Loir en Sarthe, tot "constiutioneel bisschop" gekozen. Hij koos voor het eerste departement, met de titel bisschop van Blois.

## Lid van de Conventie
In 1792, na de Parijse opstand tegen de koning, werd hij verkozen tot lid van de Nationale Conventie. Op de allereerste vergadering van de Conventie, op 21 september 1792, eiste hij de onmiddellijke afschaffing van de monarchie, hetgeen gebeurde. Hij zei toen onder meer: 'Koningen zijn voor de morele orde wat monsters zijn voor de natuurlijke orde'. Hij was op zending voor de annexatie van Savoye bij Frankrijk toen de Conventie begin 1793 de ex-koning ter dood veroordeelde. Grégoire liet toen weten dat hij de doodstraf goedkeurde, hoewel - zo voegde hij eraan toe - zijn godsdienst hem verbood bloed te vergieten. 
Op het hoogtepunt van de revolutie bleef Grégoire linkse standpunten in de Conventie verdedigen. Tegelijk bleef hij consequent priesterkledij dragen en droeg hij de mis op, hoewel de atmosfeer zeer antichristelijk was geworden. Uiting van sympathie voor het christendom onder de Terreur kon zelfs tot de doodstraf leiden. Grégoire aarzelde niet de vernietiging van religieuze kunstwerken aan te klagen (het woord vandalisme werd door hem bedacht).  Hoewel hij vaak de politieke standpunten van Robespierre deelde, deed hij na diens val in 1794 een felle aanklacht over het schrikbewind dat deze gevoerd had.  Hij eiste toen ook het heropenen van de kerken.
Intussen hadden Grégoire en zijn vrienden op 4 februari 1794 de afschaffing van de slavernij in de kolonies bekomen, waarbij alle bevrijde slaven meteen ook volwaardige Franse burgers werden. Verder was abbé Grégoire in de Conventie vooral actief op gebied van onderwijs en cultuur. Op zijn voorstel ontstonden wetenschappelijke instellingen als het Conservatoire des arts et métiers, het Bureau des longitudes en het Institut de France, waarvan hijzelf lid werd. Meer omstreden was zijn Rapport sur la Nécessité et les Moyens d'anéantir les Patois et d'universaliser l'Usage de la Langue française (Rapport over de noodzaak en de middelen om de streektalen te vernietigen en het gebruik van de Franse taal te universaliseren). Hierin stelde hij dat er in de "ene en ondeelbare Republiek" ook maar één taal kan zijn, de "taal van de vrijheid". Grégoire organiseerde overigens de eerste grote enquête naar het gebruik van streektalen. 
In februari 1795 werd op zijn voorstel de godsdienstvrijheid afgekondigd, waarbij zijn eigen constitutionele kerk haar karakter van staatskerk verloor. 

## Latere activiteiten
Na het uiteengaan van de Conventie werd abbé Grégoire verkozen in de Raad van Vijfhonderd, maar trok zich drie jaar later terug uit de politiek om de constitutionele kerk opnieuw leven in te blazen, hoewel die maar weinig aanhangers meer had. Hij had in 1797 een nationaal concilie van die kerk georganiseerd. 
Grégoire verzette zich hevig tegen het Concordaat van 15 juli 1801 tussen Napoleon Bonaparte en de paus, waardoor de rooms-katholieke eredienst werd hersteld. Met een nieuw concilie probeerde hij de constitutionele kerk te redden, maar toen het concordaat van kracht werd, werd hij niet langer tot de geestelijkheid gerekend. 
Sinds 1801 was Grégoire lid van de Senaat geworden. Daar stemde hij onder meer tegen het consulaat voor het leven voor Bonaparte, tegen zijn proclamatie tot keizer en tegen de herinvoering van de erfelijke adel. Dat belette niet dat Napoleon hem, zoals alle senatoren, in 1808 tot graaf verhief. 
Grégoire bleef de rest van zijn leven ijveren voor de afschaffing van de - door Napoleon herstelde - slavernij en de gelijkberechtiging van zwarte medemensen. In 1808 publiceerde hij het boek De la littérature des Nègres, waarin hij aantoonde dat zwarten op intellectueel gebied de gelijken van blanken zijn. 
Na de val van Napoleon en de restauratie van het koningschap werd Grégoire door het regime verfoeid als een koningsmoordenaar en schismatiek bisschop. Hij werd uit het Institut de France gezet, maar bleef een invloedrijk man die in veel geschriften zijn ideeën bleef verkondigen: tegen de monarchie, voor de rechten van de mens en voor een nationale Gallicaanse kerk, onafhankelijk van Rome.   
In 1819 werd hij als republikein door Grenoble tot Kamerlid gekozen, maar die verkiezing veroorzaakte zoveel ophef dat ze ongeldig werd verklaard. 
Toen Grégoire in 1831 stervende was, verbood de aartsbisschop van Parijs hem de laatste sacramenten toe te kennen, maar een paar priesters deden het toch. Zijn begrafenis, met de kentekens van een bisschop op zijn katafalk, groeide uit tot een republikeinse manifestatie, waaraan 20.000 mensen deelnamen.  
In 1989, bij de tweehonderdste verjaardag van de Franse Revolutie, werd zijn stoffelijk overschot overgebracht naar het Panthéon in Parijs. Dit lokte kritiek uit vanwege de aartsbisschop van Parijs, kardinaal Jean-Marie Lustiger.

## Werken
- De la littérature des nègres, ou Recherches sur leurs facultés intellectuelles, leurs qualités morales et leur littérature (1808)
- Les ruines de Port-Royal des Champs, en 1809, année séculaire de la destruction de ce monastère (1809)
- Observations critiques sur le poeme de M. Joel Barlow The Colombiad, in 4° Philadelphia 1807 (1809)
- Histoire des sectes religieuses, depuis le commencement du siècle dernier jusqu'à l'époque actuelle (1810)
- Essai historique sur les libertés de l'église gallicane et des autres églisés de la catholicité, pendant les deux denrniers siècles (1818)
- Recherches historiques sur les congregations hospitalieres des Freres pontifes, ou constructeurs de ponts (1818)
- Manuel de piété a l'usage des hommes de couleur et des noirs (1818)
- Des gardemalades, et de la nécessité d'établir pour elles des cours d'instruction (1819)
- De l'influence du Christianisme sur la condition des femmes (1821)
- Grégoireana, ou résumé général de la conduite, des actions, et des écrits de M. le comte Henri Grégoire, voorafgegaan door een levensschets door Cousin d'Avalon (1821)
- De la liberté de conscience et de culte à Haïti (1824)
- Histoire des confesseurs des empereurs, des rois, et d'autres princes (1824)
- Histoire du mariage des prêtres en France: particulièrement depuis 1789 (1826)
- Histoire du manage des primes en France (1826).
- Histoire des sectes religieuses qui sont nees, se sont modifiées, se sont éteintes dans les ... (1828)
- Mémoires de Grégoire, ancien évêque de Blois. Précédés d'un notice historique sur l'auteur  par M.H. Carot (1837)